# 阿瑟·范登堡
阿瑟·范登堡（英語：Arthur Hendrick Vandenberg，1884年3月22日—1951年4月18日）是一名美国共和党籍的参议员，来自美国密歇根州，曾参与联合国的建立。范登堡曾在中国第二次国共内战支持对华援助。